# Windatlas

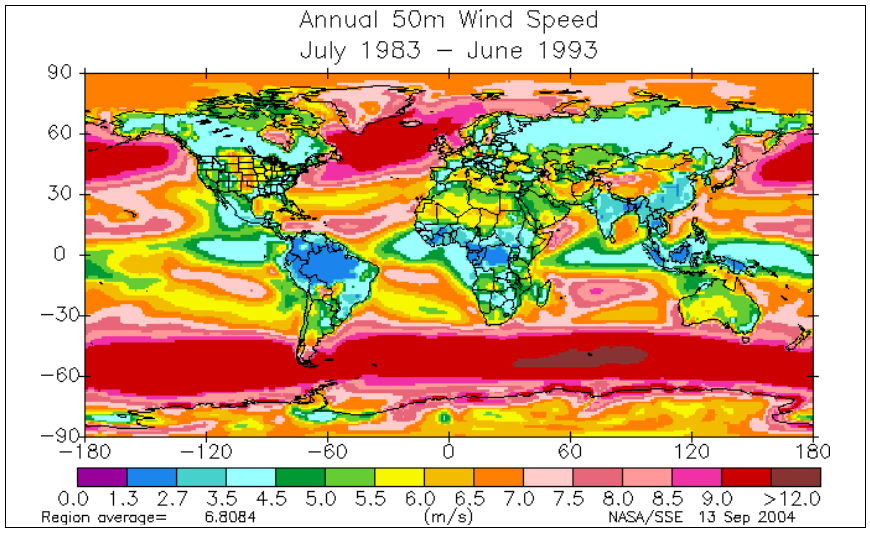
De verdeling over de wereld van de gemiddelde windsnelheid op 50 meter hoogte

Een windatlas bevat gegevens over de windsnelheid en -richting in een bepaald gebied. Die gegevens kunnen bestaan uit kaarten, maar ook uit tijdreeksen of frequentieverdelingen. In de klimatologie gaat het daarbij om uurgemiddelden over een lange periode (30 jaar) die gelden op een standaardhoogte (10 meter). Maar variaties daarop komen ook voor, afhankelijk van de toepassing van de windgegevens.

## Toepassing
Een windatlas wordt gebruikt bij de allereerste selectie van mogelijke locaties voor windenergie. Het gaat dan om de 10-minuten gemiddelde windsnelheid gedurende 10 tot 20 jaren op hoogten tussen 30 en 100 meter.

## Voorbeelden
Voor een groot aantal landen en gebieden is er inmiddels een windatlas. Voor Nederland voor 10 en voor 100 meter hoogte boven land, en voor 60 tot 150 meter hoogte boven het Nederlandse deel van de Noordzee. En voor Europa zijn er windatlassen voor de EU12 landen en voor de offshore gebieden.